# Ludwig Gärtner
Ludwig Gärtner (Lorsch, 19 aprile 1919 – 6 giugno 1995) è stato un calciatore tedesco, di ruolo attaccante.

## Carriera
Ha legato la sua carriera all'Olympia Lorsch.
Conta 3 presenze in Nazionale dal 1939 al 1941.